# Translittération des hiéroglyphes
Ne doit pas être confondu avec Transcription des hiéroglyphes.

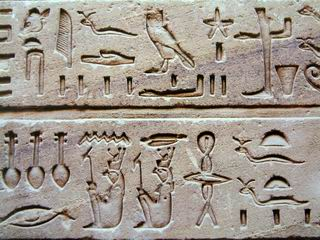
Des hiéroglyphes du Temple de Sobek et Haroëris de Kôm Ombo.

En égyptologie, la translittération est le processus permettant de transcrire un texte écrit en hiéroglyphes ou en hiératique en utilisant des symboles alphabétiques, de telle sorte qu'à chacun de ces symboles corresponde un hiéroglyphe — ou son équivalent en hiératique ou en démotique — et vice versa. Ce processus facilite la publication de textes et la compréhension des écrits, par exemple lorsque l'on ne peut pas inclure des dessins ou des photographies, ou que les caractères sont rarissimes.

## Différence entre transcription et translittération d'un texte
La transcription tente de reproduire la prononciation des mots alors que la translittération retranscrit fidèlement le texte à l'aide des symboles d'un autre système d'écriture. Par exemple, le nom du fondateur de la XXIIe dynastie égyptienne est translittéré « ššnq » mais transcrit Sheshonq en français, Shoshenq en anglais, Sjesjonk en néerlandais et Scheschonq en allemand.
Nos connaissances sur la phonétique de l'ancien égyptien étant très lacunaires, la plupart des transcriptions de cette langue sont de nature très théorique. Les égyptologues s'appuient donc généralement sur la translittération pour les publications scientifiques à but non linguistique.

## Translittérations conventionnelles
Bien que la translittération soit un élément essentiel de l'égyptologie, il n'existe pas de système unifié de translittération pour les hiéroglyphes ou l'hiératique. Certains prétendent même qu'il y a autant de translittérations que d'égyptologues. Il y a, en réalité, plusieurs systèmes similaires que l'on peut considérer comme conventionnels.
Les égyptologues utilisent pour la plupart le système de Gardiner, qui date de 1927 (1re édition de son Egyptian Grammar). Beaucoup de germanophones préfèrent par contre celui d'Erman et Grapow, décrit dans le Wörterbuch der ägyptischen Sprache (Dictionnaire de la langue égyptienne, Adolf Erman et Hermann Grapow 1926 - 1953), le dictionnaire de référence. Cette dernière méthode tend d'ailleurs à se répandre.
Certains égyptologues utilisent l'alphabet phonétique international ou API pour la translittération et tentent de se rapprocher ainsi d'une transcription, notamment Wolfgang Schenkel, dont le système de translittération est surtout utilisé en Allemagne et dans d'autres pays germanophones. Une autre proposition de Thomas Schneider (2003), encore plus proche de l'API, ne s'est guère imposée. La principale critique faite à ces deux systèmes est qu'ils donnent l'impression d'une exactitude scientifique au sujet de la prononciation de l'égyptien alors que nos connaissances dans ce domaine sont très limitées. De plus, ces systèmes reflètent la prononciation théorique du Moyen égyptien, et non de la langue ancienne ou plus récente.

## Translittérations informatiques

### Translittérations utilisant ASCII
Avec l'avènement de l'informatique s'est posé le problème de la saisie de textes hiéroglyphiques via les systèmes informatiques. Les claviers classiques ne possédant pas les caractères phonétiques utilisés par le système de transcription scientifique, il a été nécessaire de trouver une alternative n'utilisant que les lettres latines du code ASCII sans signes diacritiques. C'est ainsi qu'en 1984, une translittération n'employant que les caractères ASCII a été proposée par un groupe d'égyptologues, dans une réunion intitulée « Table ronde informatique et égyptologie » puis publiée en 1988 (Buurman, Grimal, et al., 1988). C'est le système que l'on connaît sous le nom de « Manuel de codage » (ou MdC), qui tient du titre du livre, Inventaire des signes hiéroglyphiques en vue de leur saisie informatique : Manuel de codage des textes hiéroglyphiques en vue de leur saisie sur ordinateur.
En plus de permettre une translittération simple des hiéroglyphes en signes alphabétiques, le système du Manuel de codage permet également de coder des données d'ordre visuel comme l'arrangement spatial des hiéroglyphes (en effet, les hiéroglyphes ne s'écrivent pas de manière linéaire mais dans des cadrats virtuels), l'orientation, la taille ou encore les parties endommagées de certains hiéroglyphes. C'est le système utilisé, parfois au prix d'une adaptation, par plusieurs logiciels spécialisés dans la saisie de hiéroglyphes, tels que WinGlyph, MacScribe, InScribe, Glyphotext, ou encore WikiHiero.

Le MdC utilise un double codage : un codage bijectif faisant correspondre à chaque hiéroglyphe un code unique (issu de la liste dite « de Gardiner ») et un codage partiel permettant d'utiliser la translittération des graphèmes les plus courants. Par exemple, b sert à coder 
| D58 |

, prononcé /b/, dont la référence explicite est D58.

### Translittérations utilisant Unicode
La technologie Unicode désormais largement utilisée rend possible une translittération des textes égyptiens en utilisant une police adaptée et créée pour l'occasion, sans devoir utiliser des caractères donnés comme ce fut le cas jusqu'ici. La spécification Unicode 5.1 incorpore maintenant des codes officiels pour le aleph et le ayin « égyptologiques ». Le codage du yod a été ajouté avec Unicode 12.0, en 2019.

#### Les signes spécifiques d'Unicode 5.1 et 5.2
Unicode 5.1 incorpore les codes A722 pour le aleph majuscule, A723 pour le aleph minuscule, A724 pour le ayin majuscule et A725 pour le ayin minuscule.
À partir de 5.2, le Consortium Unicode propose plusieurs solutions pour le codage du yōdh. Il ne sera disponible que comme forme décomposée. 
Il s'agit de
- i (0049) + U+0313 Combining Comma Above (esprit doux). Cette solution a le mérite d'être plus ou moins immédiatement opérationnelle. Cependant, si le résultat obtenu sur les lettres minuscules est correct sur la plupart des systèmes ("ı̓"), la combinaison en majuscule ne donne pas le résultat attendu. On obtient "ı̓", avec l'accent sur le "I" et non devant (on désirerait avoir la forme Ἰ). Le comportement en question ne peut être modifié, car U+0313 est utilisé par ailleurs pour la notation en caractères latins d'un certain nombre de langues.
- i + U+0357 Combining Right Half Ring Above : cette combinaison est très loin de la plupart des usages typographiques en égyptologie.
- Enfin i + U+0486 (combining cyrillic psili pneumata), variante cyrillique de l'esprit doux. Cette accent n'étant pas déjà utilisé en combinaison avec les caractères latins, on peut spécifier son comportement en combinaison avec un "i". Cependant, pour que les logiciels gèrent correctement ce problème, les fontes doivent intégrer des informations complexes de positionnement des accents (ou utiliser un système de ligature).

À long terme, i + U+0486 est meilleure. Elle utilise une forme d'accent conforme aux usages typographiques, et n'entre pas en conflit avec d'autres notations.
Depuis 2019, la version Unicode 12.0 comporte le yod pour la translittération de l’égyptien ancien : majuscule ‹ Ꞽ › et minuscule ‹ ꞽ ›.
Cela donne les codages :
| Glyphe | Nom                                     | Unicode   | UTF-8    |
| ------ | --------------------------------------- | --------- | -------- |
| ꜣ      | Latin small letter egyptological alef   | A723      | EA 9C A3 |
| ꜥ      | Latin small letter egyptological ain    | A725      | EA 9C A5 |
| i҆      | yōdh                                    | 0069 0486 |          |
| Ꜣ      | Latin capital letter egyptological alef | A722      | EA 9C A2 |
| Ꜥ      | Latin capital letter egyptological ain  | A724      | EA 9C A4 |
| I҆      | yōdh majuscule                          | 0049 0486 |          |
| Ꞽ      | lettre majuscule latine i glottal       | A7BC      | EA 9E BC |
| ꞽ      | lettre minuscule latine i glottal       | A7BD      | EA 9E BD |

Note : les signes de ce tableau ne seront pas forcément rendus correctement par votre navigateur, car les fontes ne les intègrent généralement pas encore.

#### Autres signes et conventions actuelles de Wikipédia
La version 5.1 d'Unicode étant récente (et pas forcément supportée par les fontes existantes), la Wikipedia utilise actuellement les transcriptions suivante. Pour aleph, ‹ Ȝ › Unicode U+021C pour la majuscule et ‹ ȝ › Unicode U+021D pour la minuscule. Il s'agit en fait du caractère « yogh », dont la forme est sensiblement différente. De même, le ayin est rendu par le signe phonétique ‹ ˁ ›, Unicode U+02C1, ce qui correspond à l'usage de Schenkel et d'une partie de l'école allemande, mais reste différent du caractère usuel. Yōdh est représenté par ‹ ỉ › Unicode U+1EC9. La majuscule correspondante U+1EC8 ‹ Ỉ ›, est cependant très différente du yōdh majuscule, qui ressemble plutôt à ‹ ʾI › (le signe diacritique ‹ ʾ › se plaçant devant, et non sur, le ‹ I ›).
À noter que la lettre majuscule correspondant au ‹ ẖ › n'est disponible que sous forme décomposée (i.e. ‹ H › majuscule + souligné), ce qui implique dans l'état actuel de la technique que le résultat du rendu dépend beaucoup des fontes et des logiciels utilisés.
| Glyphe | Nom                                            | Unicode   | UTF-8    |
| ------ | ---------------------------------------------- | --------- | -------- |
| Ȝ      | Latin capital letter YOGH                      | 021C      | C8 9C    |
| ȝ      | Latin small letter YOGH                        | 021D      | C8 9D    |
| ˁ      | Modifier Letter reversed glottal stop          | 02C1      | CB 81    |
| Ḥ      | Latin capital letter H with dot below          | 1E24      | E1 B8 A4 |
| ḥ      | Latin small letter with dot below              | 1E25      | E1 B8 A4 |
| Ḫ      | Latin capital letter H with breve below        | 1E2A      | E1 B8 AA |
| ḫ      | Latin small letter H with breve below          | 1E2B      | E1B8 AB  |
| ẖ      | Latin small letter H with line below           | 1E96      | E1 BA 96 |
| H̱      | Latin capital letter H, Combining macron below | 0048 0331 | 48 CC B1 |
| Š      | Latin capital letter S with caron              | 0160      | C5 A0    |
| š      | Latin small letter S with caron                | 0161      | C5 A1    |
| Ḳ      | Latin capital letter K with dot below          | 1E32      | E1 B8 B2 |
| ḳ      | Latin small letter K with dot below            | 1E33      | E1 B8 B3 |
| Ṯ      | Latin capital letter T with line below         | 1E6E      | E1 B9 AE |
| ṯ      | Latin small letter T with line below           | 1E6F      | E1 B9 AF |
| Ḏ      | Latin capital letter D with line below         | 1E0E      | E1 B8 8E |
| ḏ      | Latin small letter D with line below           | 1E0F      | E1 B8 8F |

## Démotique
En tant qu'ultime évolution de la langue égyptienne pré-coptique, le démotique a longtemps été translittéré de la même façon que les hiéroglyphes et l'hiératique. Cependant, depuis 1980, les spécialistes ont adopté un standard international, uniforme, unique, basé sur le système traditionnel de translittération de l'égyptien, mais complété par des lettres additionnelles propres au démotique. Le Demotic Dictionary of the Oriental Institute of the University of Chicago utilise cette méthode. 
- (de) Heinz Josef Thissen, 1980, Zur Transkription demotischer Texte, Enchoria 10:7 - 9.
- (en) Janeth H Johnson, 1980, CDDP Transliteration System, Enchoria, 10:5 - 6.
- (en) Janet H Johnson, 1991, Thus Wrote 'Onchsheshonqy: An Introductory Grammar of Demotic. 2nd ed. Studies in Ancient Oriental Civilization 45. Chicago: University of Chicago Press.
- (en) William John Tait, 1982, The Transliteration of Demotic, Enchoria, 11:67 - 76.
- (fr) Françoise de Cenival, 1980, Unification des méthodes de translittération, Enchoria: Zeitschrift für Demotistik und Koptologie, 10:2 - 4.

## Table des translittérations conventionnelles
La table ci-dessous mentionne aussi les codes distinctifs utilisés dans l’extension WikiHiero du logiciel MediaWiki. La plupart sont basés sur la méthode de translittération de Buurman, Grimal, et al. (1988) Manuel de Codage, alias MdC, à deux exceptions près.
| A |

| A |

| i |

| i |

| i | i |

| i | i |

| a |

| a |

| w |

| w |

| b |

| b |

| p |

| p |

| f |

| f |

| m |

| m |

| n |

| n |

| r |

| r |

| h |

| h |

| H |

| H |

| x |

| x |

| X |

| X |

| z |

| z |

| s |

| s |

| S |

| S |

| q |

| q |

| k |

| k |

| g |

| g |

| t |

| t |

| T |

| T |

| d |

| d |

| D |

| D |

## Exemples de translittérations
Le texte en hiéroglyphes et différentes translittérations. Le texte en hiéroglyphes est rendu grâce au module WikiHiero de Wikipédia.
| M23 | X1 · R4 | X8 | Q2 · D4 | W17 | R14 | G4 | R8 | O29 · V30 | U23 | N26 | D58 | O49 · Z1 | F13 · N31 | V30 · N16 · N21 · Z1 | D45 · N25 |

Erman & Grapow 1926 - 1953 (Wörterbuch der aegyptischen Sprache)
- ḥtp-dỉ-nśwt wśỉr ḫntỉj ỉmntjw nṯr ˁ3 nb 3bḏw wp-w3wt nb t3 ḏśr

Gardiner 1957
- ḥtp-dỉ-nsw wsỉr ḫnty ỉmntyw nṯr ꜥꜣ  nb ꜣbḏw wp-wꜣwt nb tꜣ ḏsr

Buurman, Grimal, et al. 1988 (Manuel de codage)
- Htp-di-nswt wsir xnty imntiw nTr aA nb AbDw wp-wAwt nb tA Dsr

Une version lisible par une machine :
- M23-X1:R4-X8-Q2:D4-W17-R14-G4-R8-O29:V30-U23-N26-D58-O49:Z1-F13:N31-V30:N16:N21*Z1-D45:N25

Schenkel 1991
- ḥtp-dỉ-nswt wsỉr ḫnty ỉmntjw nčr ˁ3 nb 3bč̣w wp-w3wt nb t3 č̣sr

Allen 2000
- ḥtp-dj-nswt wsjr ḫnty jmntjw nṯr ˁ3 nb 3bḏw wp-w3wt nb t3 ḏsr

Schneider 2003
- ḥtp-ḍỉ-nśwt wśỉr ḫnty ỉmntjw ncr ɗɹ nb ɹbc̣w wp-wɹwt nb tɹ c̣śr